# Оныл (посёлок)
О́ныл — посёлок в Гайнском районе Пермского края. Входит в состав Серебрянского сельского поселения.

## География
Располагается у места впадения реки Оныл в Весляну в 37 км к северо-западу от районного центра — посёлка Гайны, в 15 км к юго-востоку от посёлка Серебрянка, и в 310 км к северо-западу от Перми.
В посёлке девять улиц: ул. Гаражная, ул. Комсомольская, ул. Лесная,
ул. Маяковского,
ул. Пермяцкая,
ул. Пушкина,
ул. Советская,
ул. Созонова,
ул. Школьная.

## История
По данным на 1 июля 1963 года, в посёлке проживало 1389 человек. Населённый пункт входил в состав Усть-Черновского сельсовета.

## Население
По данным всероссийской переписи 2010 года население Оныла составляло 417 человек, из которых мужчины составляли 49,4 %, женщины — соответственно 50,6 %.